# Camera ascunsă
Camera ascunsă este un film românesc din 2003 regizat de Bogdan Dumitrescu Dreyer. Rolurile principale au fost interpretate de actorii Maria Dinulescu, Rutger Hauer, Oana Pellea, Gheorghe Visu.

## Distribuție
Distribuția filmului este alcătuită din:
- Maria Dinulescu — Claudia
- Gheorghe Visu — Horia
- Alexandru Jitea — Laurențiu
- Constantin Drăgănescu — Nea Tomiță
- Manuela Hărăbor — Andreea
- Lucian Ifrim — Virgil
- Dragoș Paul Ionescu — Dinu Ionaș
- Oana Pellea — Pusi
- Rutger Hauer — Sebastian

## Primire
Filmul a fost vizionat de 1.486 de spectatori în cinematografele din România, după cum atestă o situație a numărului de spectatori înregistrat de filmele românești de la data premierei și până la data de 31 decembrie 2014 alcătuită de Centrul Național al Cinematografiei.